# Льнозавод (Шабалінський район)
Льнозаво́д (рос. Льнозавод) — селище у складі Шабалінського району Кіровської області, Росія. Входить до складу Черновського сільського поселення.
Населення становить 11 осіб (2010, 15 у 2002).
Національний склад станом на 2002 рік — росіяни 100 %.